# Chiara Eusebio
Chiara Eusebio (Torino, 4 luglio 1995) è una calciatrice italiana, di ruolo centrocampista., svincolata

## Caratteristiche tecniche
Centrocampista centrale dotata di buona visione di gioco.

## Carriera

### Club
Cresciuta nelle giovanili del Torino, Chiara Eusebio viene aggregata alla prima squadra granata nella stagione 2011-2012 facendo il suo esordio nella massima serie. Dalla stagione 2012-2013 è inserita stabilmente nella rosa della prima squadra. Rimarrà al Torino anche nella stagione successiva, la 2013-2014, dopo la retrocessione in Serie B.
Nel settembre 2014 viene ceduta con la formula del prestito alla Riviera di Romagna dove ha l'opportunità di tornare a giocare nel massimo livello del campionato italiano femminile di calcio. Con le giallorossoblu gioca la sola stagione 2014-2015, scendendo in campo tutti i 27 incontri del campionato, i 26 della stagione normale più la partita di play-off persa con il San Zaccaria, e realizzando una rete.
Durante il calciomercato estivo 2015 il Brescia trova un accordo per tesserare Eusebio per la stagione 2015-2016. Con la maglia delle rondinelle fa il suo debutto ufficiale il 26 settembre 2015, scendendo in campo titolare nella partita di Supercoppa 2015 vinta ai rigori sull'Verona Women dopo che i tempi regolamentari erano terminati a reti inviolate. Del successivo 7 ottobre il debutto internazionale, nell'incontro di andata dell'edizione 2015-2016 della UEFA Women's Champions League, dove è impiegata dal primo minuto nella partita vinta per 1-0 sulle inglesi Liverpool. La stagione è poi coronata dalla conquista del treble nazionale, suo primo scudetto al termine del campionato e Coppa Italia 2016 dove nella finale batte le avversarie dell'AGSM Verona.
Eusebio rimane anche la stagione successiva, condividendo con le compagne le prestazioni della squadra iniziata con il successo in Supercoppa 2016 dove il Brescia incontra nuovamente l'AGSM Verona superandolo per 2-0 e portando a due il trofeo nel personale palmarès dell'atleta torinese. Questo rimarrà l'unico trofeo conquistato dalle rondinelle per tutta la stagione che si devono fermare agli ottavi di finale di Champions League 2016-2017, eliminate dalle danesi del Fortuna Hjørring, raggiungendo il secondo posto in campionato dietro la Fiorentina che la supera anche nella finale di Coppa Italia 2017. Al termine della stagione Eusebio decide di lasciare la società con un tabellino personale di 31 presenze e 3 reti siglate in campionato.

### Nazionale
Nel novembre 2015 è stata convocata dal ct Antonio Cabrini per la doppia amichevole che la nazionale maggiore ha disputato il 3 dicembre a Guiyang e il 6 dicembre a Qujing contro la nazionale cinese. Eusebio scende in campo nella seconda partita vinta dalla Cina per 2-0, giocando il primo tempo e venendo sostituita da Alia Guagni al 46'.

## Statistiche

### Cronologia presenze e reti in nazionale
| Cronologia completa delle presenze e delle reti in nazionale ― Italia | Cronologia completa delle presenze e delle reti in nazionale ― Italia | Cronologia completa delle presenze e delle reti in nazionale ― Italia | Cronologia completa delle presenze e delle reti in nazionale ― Italia | Cronologia completa delle presenze e delle reti in nazionale ― Italia | Cronologia completa delle presenze e delle reti in nazionale ― Italia | Cronologia completa delle presenze e delle reti in nazionale ― Italia | Cronologia completa delle presenze e delle reti in nazionale ― Italia |
| Data                                                                  | Città                                                                 | In casa                                                               | Risultato                                                             | Ospiti                                                                | Competizione                                                          | Reti                                                                  | Note                                                                  |
| --------------------------------------------------------------------- | --------------------------------------------------------------------- | --------------------------------------------------------------------- | --------------------------------------------------------------------- | --------------------------------------------------------------------- | --------------------------------------------------------------------- | --------------------------------------------------------------------- | --------------------------------------------------------------------- |
| 6-3-2015                                                              | Larnaca                                                               | Italia                                                                | 3 – 2                                                                 | Scozia                                                                | Cyprus Cup 2015                                                       | -                                                                     | 70’                                                                   |
| 9-3-2015                                                              | Nicosia                                                               | Italia                                                                | 0 – 1                                                                 | Canada                                                                | Cyprus Cup 2015                                                       | -                                                                     | 84’                                                                   |
| 11-3-2015                                                             | Larnaca                                                               | Italia                                                                | 2 – 3                                                                 | Messico                                                               | Cyprus Cup 2015 - Finale 3º posto                                     | -                                                                     | 65’                                                                   |
| 6-12-2015                                                             | Qujing                                                                | Cina                                                                  | 2 – 0                                                                 | Italia                                                                | Amichevole                                                            | -                                                                     | 46’                                                                   |
| Totale                                                                |                                                                       | Presenze                                                              | 4                                                                     |                                                                       | Reti                                                                  | 0                                                                     |                                                                       |

## Palmarès

### Club
- Campionato italiano: 1

Brescia: 2015-2016
- Coppa Italia: 1

Brescia: 2015-2016
- Supercoppa italiana: 2

Brescia: 2015, 2016